# Indy Neidell
Indiana "Indy" Neidell, es un actor, músico e historiador nacido el 28 de septiembre de 1967. Es principalmente conocido por presentar y redactar los episodios del canal de YouTube "The Great War Channel" cuyo objetivo era documentar en tiempo real y de forma semanal los hechos de la Primera Guerra Mundial con motivo de su centenario.
Su trabajo en el mundo audiovisual consiste en dramatización en películas como Metropia, así como proveer voz para cuñas publicitarias de diversas televisiones europeas y la asesoría histórica en videojuegos como Battlefield 1.
Pertenece a la banda de rock "Crimson Shadows" habiendo participado en el single "Nightmares" i el LP "The Flight Reaction".

## Infancia y educación
Nativo de Houston, Texas. Fue alumno en St. John's School completando sus estudios con una licenciatura en historia por la Universidad Wesleyana.

## The Great War
Originalmente, Neidell fue contratado por la compañía Mediakraft para producir una série de videos acerca de la historia del baseball americano. Este proyecto acabó convirtiéndose en el canal de YouTube "Watch Sunday Baseball" activo entre mayo y septiembre de 2013. Al mismo tiempo, también ejerció de presentador esporádico del canal hermano "It's History" especialmente en episodios centrados en historia militar.
En junio de 2017 junto al cocreador Spartacus Olsson, quién posteriormente también ayudaría a producir los primerdos dos años de "The Great War", Neidell creó "TimeGhost History", un canal que pretendía rememorar hechos de la historia durante el mismo span de tiempo en que sucedian. El primer éxito fue la Crisis de los misiles de Cuba, 55 años después que ocurriera. Durante abril de este mismo año también fundan el canal "Between-2-Wars" con el fin de cubrir el período de entreguerras.
El 1 de septiembre de 2018 con el previsible fin de "The Great War" se comenzó a fraguar un proyecto para hacer lo mismo con la Segunda Guerra Mundial, el proyecto pretende, durante 6 años, contar los hechos de guerra con motivo del 79.º aniversario del fin del conflicto.
Oficialmente "The Great War" concluyó el 11 de noviembre de 2018 con un episodio sobre el Armisticio de Compiègne. Sin embargo los productores del canal han expresado el deseo de continuar el proyecto, ya sin la participación de Neidell, quién ha preferido emprender otros proyectos como el anteriormente mencionado.
En febrero de 2019, Neidell se unió a la banda sueca de power metal Sabaton para un proyecto llamado "Sabaton History", en el cual es el anfitrión y escritor. La serie documenta los eventos históricos que rodean las canciones de la banda.

## Vida personal
Actualmente vive en Estocolmo, Suecia.